# Шперґебіт
Шперґебі́т (нім. Sperrgebiet — «заборонена зона», також Diamantensperrgebiet — «заборонена алмазодобувна зона») — багата на алмази територія в південній частині пустелі Наміб, на південному заході Намібії, доступ до якої суворо обмежений. Шпергебіт розташований удовж узбережжя Атлантичного океану; він починається приблизно за 72 км на північ від Людерицу (26° півд. ш.) і простягається на 322 км на південь до Оранжевої ріки, яка становить державний кордон між Намібією і ПАР; територія сягає майже 100 км вглиб континенту і має площу понад 30000 км². Більшу частину цієї території займає позбавлена життя пустеля, яка характеризується пасмами піщаних дюн, що тягнуться з півночі на південь паралельно океанському узбережжю.
В середині XIX сторіччя на прибережних дрібних островах розроблялися великі поклади гуано; декілька алмазів було знайдено на прибережних островах в 1904–1906 роках. В 1908 році велика кількість алмазів була знайдена на континенті поблизу від порту Людериц під час будівництва залізниці, і того ж року німецька колоніальна адміністрація закрила цей район для несанкціонованого доступу. Територія була поділена між декількома німецькими акціонерними компаніями, які почали організовану розробку родовищ. В той час в пустелі виникло декілька імпровізованих старательських поселень, таких як Колманскоп, які згодом були покинуті і перетворилися на «міста-примари». К 1920 року родовища на півночі Шпергебіту (довкола Людерицу) почали вичерпуватися, і місцеві видобувні компанії продали свої права Ернсту Оппенгеймеру, засновнику корпорації Consolidated Diamond Mines of South West Africa (CDM), яка з тих пір володіє монопольними правами на видобування алмазів у всьому Шпергебіті. CDM, яка пізніше увійшла до групи компаній De Beers, модернізувала технологію розробки і поширила її на північ і південь від місць початкових знахідок алмазів. Для запобігання несанкціонованому і неліцензованому видобутку весь цей регіон був оголошений забороненою для відвідування зоною — Шпергебітом. Заборона доступу не поширюється лише на місто Людериц та автомобільні шляхи, що ведуть до нього и перетинають Шпергебіт.
Видобування алмазів дедалі набувало промислових масштабів, а його продуктивність підвищувалася з упровадженням потужної техніки, що призвело до докорінних змін, а подекуди до повного знищення природних пустельних ландшафтів на великих територіях. З іншого боку, існування Шпергебіту і обмеження доступу сприяло збереженню деяких унікальних біотопів неабиякого наукового значення.
За теперішнього часу добування алмазів відбувається переважно на півдні Шпергебіту, на північному березі Оранжевої ріки, і керується з корпоративного міста Ораньємунд, поблизу гирла Оранжевої, де розташована штаб-квартира CDM. За допомогою гігантського землерийного обладнання знімається шар поверхневого піску і викривається прошарок алювіального гравію, який містить алмази і залягає на глибині до 15 м під піщаними наносами. Більшість контрактних робітників корпорації CDM становлять овамбо з півночі країни. Понад 95% алмазів, що видобуваються тут, мають ювелірну якість. Внаслідок політичної нестабільності в країні видобуток алмазів в Шпергебіті знизилася з 20% світового видобутку в 1977 році до 5% наприкінці 1980-х років.
Оскільки промислова активність дедалі концентрується на невеликій частині території, а також у зв'язку з початком розробки алмазних родовищ на океанському шельфі існує імовірність значного зменшення чи навіть повного скасування Шпергебіту в найближчому майбутньому. В заснованому корпорацією Ораньємунді вже починають працювати органи місцевого самоврядування, а режим обмеження доступу до міста значно полегшився.